# Prêmio FLUIR Waves de 1994
O Prêmio FLUIR Waves de 1994 foi a primeira edição do Prêmio FLUIR Waves, que é a maior e mais tradicional celebração do surfe no Brasil.
A cerimônia de premiação aconteceu em outubro de 1994, em São Paulo. Após a entrega, os convidados assistiram ao então inédito filme “Endles Summer 2”.

## Vencedores
A partir deste ano, as categorias "Melhor Surfista Masculino" e "Melhor Surfista Feminina" sofreram alterações. O masculino passou a contar com cinco surfistas e o feminino com três.

### Melhor Surfista Masculino
1 – Fábio Gouveia

2 – Teco Padaratz

3 – Jojó de Olivença

4 – Peterson Rosa

5 – Victor Ribas e Tinguinha Lima

### Melhor Surfista Feminina
1 – Alessandra Vieira

2 – Andréa Lopes

3 – Tita Tavares

### Outras Categorias
- Melhor Equipe - Hang Loose
- Melhor Shaper - Avelino Bastos
- Melhor Campeonato - Alternativa Surf Pro
- Melhor Capa - Sebastian Rojas, Edição 103
- Melhor Reportagem - Largado no Mundo – Por Ricardo Bocão
- Melhor Anuncio - Reef Brazil
- Melhor Foto: "Joli – Edição 100, página 69" e "Chris Van Lennep – Edição 101, página 61"